# 大麻籽奶

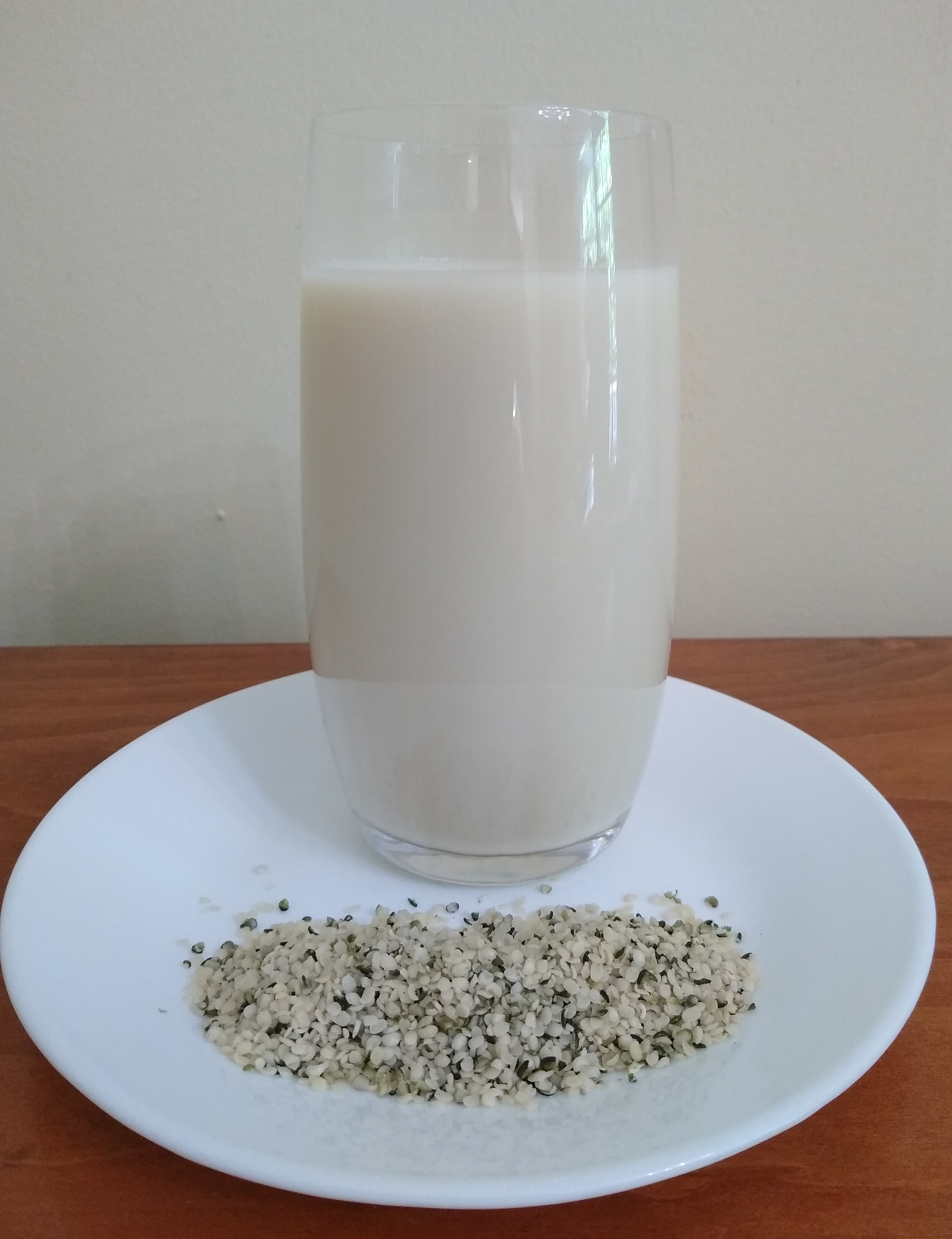
大麻籽奶

大麻籽奶（英語：hemp seed milk），又稱火麻奶（hemp milk）、火麻仁露，一種由大麻籽製成的植物奶。將大麻種子浸水，研磨，溶解在水中，形成如同堅果奶油般的飲品。這種飲料富含營養。在歐洲、美國及中国等地，這是一種合法的飲料，有各種不同的品牌及口味出售。在法令限制下，大麻中含有的四氫大麻酚等成份，在製成合法飲料時，一般都已經被去除。

## 製作方法
自製大麻籽奶，需要準備大麻籽，水，及食物研磨機。将1/2到1杯（68-136克）的大麻籽和3-4杯（710-946毫升）的水同时放入搅拌机中高速搅拌1分钟。為了增加香氣，可以加入香草，或是香草抽取物。為了使口感更加滑順，有些人會再另外加入牛奶。也可以再加入砂糖或甜味劑，讓口味更甜。